# Estación meteorológica

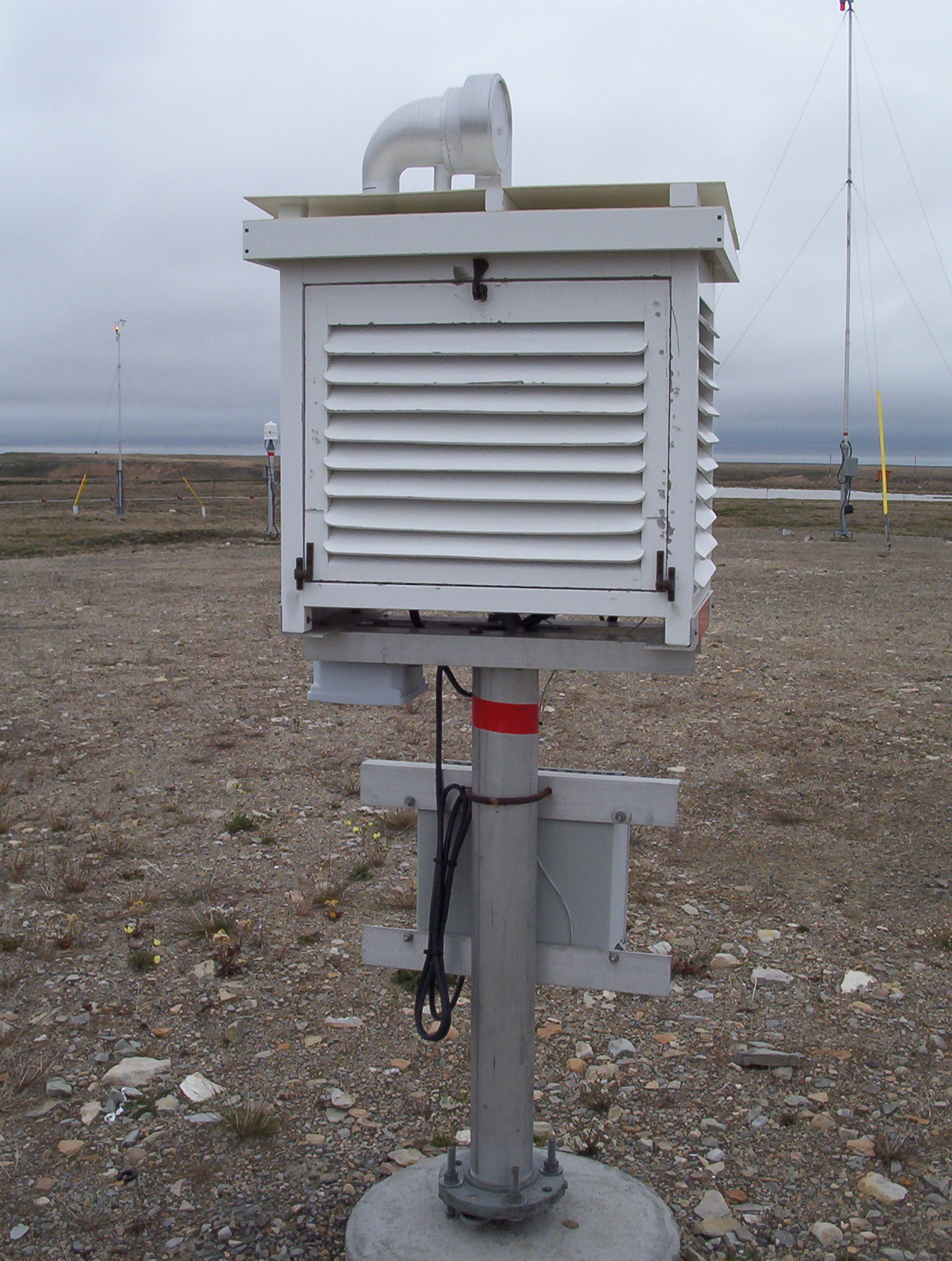
Vista exterior de la protección utilizada para los instrumentos de medición.

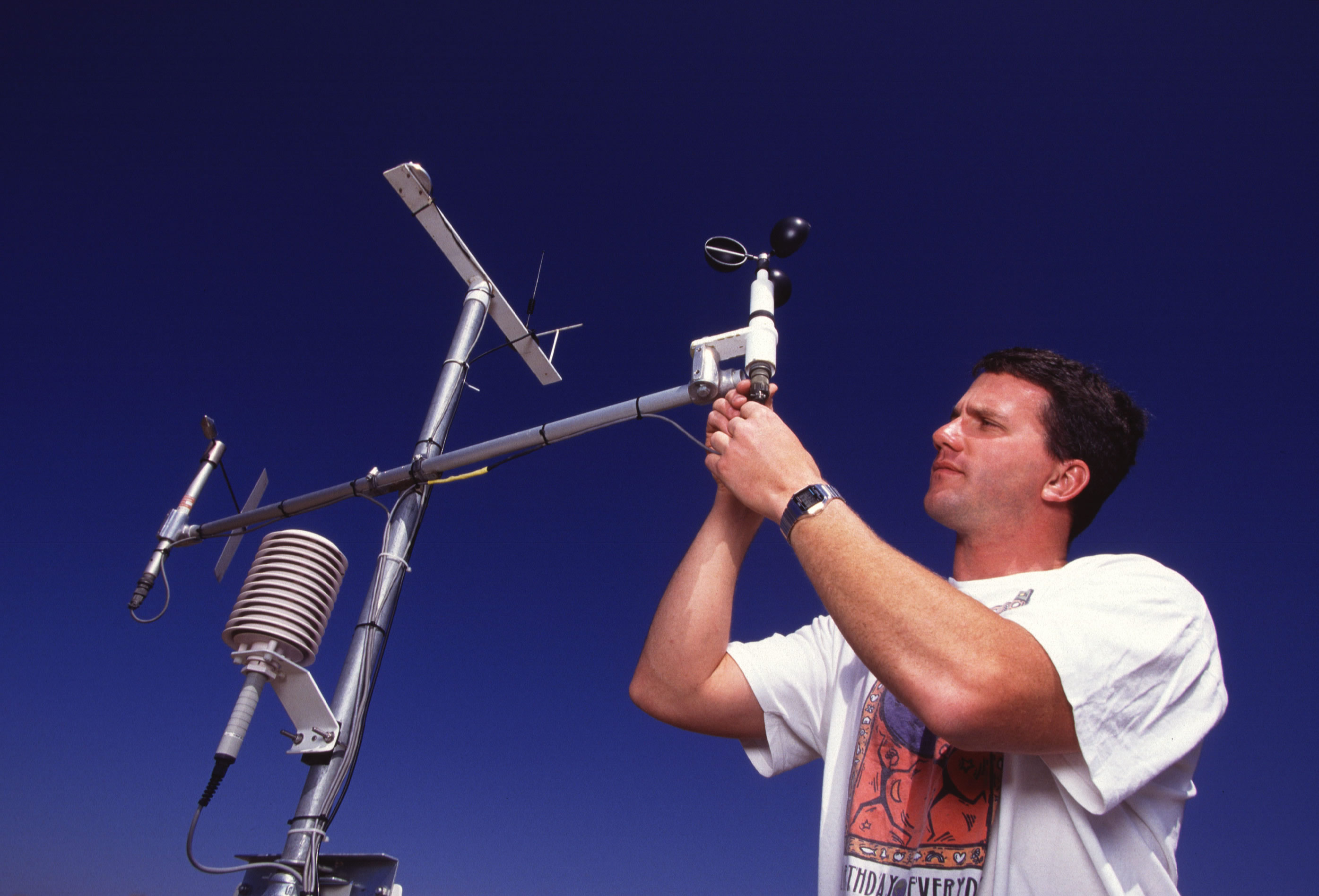
Examinando un anemógrafo de una estación meteo automática.

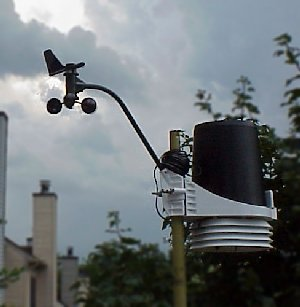
Anemómetro de la estación meteorología de la Municipalidad Filadelfia.

Una estación meteorológica es una instalación destinada a medir y registrar regularmente diversas variables meteorológicas. Estos datos se utilizan tanto para la elaboración de predicciones meteorológicas a partir de modelos numéricos como para estudios climáticos.

## Instrumentos y variables medidas
Los instrumentos comunes y variables que se miden en una estación meteorológica incluyen:
- Termómetro: Instrumento que mide la temperatura en diferentes horas del día.
- Termómetros de subsuelo (geotermómetro): Para medir la temperatura a 5, 10, 20, 50 y 100 cm de profundidad.
- Termómetro de mínima junto al suelo: Mide la temperatura mínima a una distancia de 15 cm sobre el suelo.
- Termógrafo: Registra automáticamente las fluctuaciones de la temperatura.
- Barómetro:  Mide la presión atmosférica en la superficie.
- Pluviómetro: Mide la cantidad de agua caída sobre el suelo por metro cuadrado  en forma de lluvia, nieve o a veces granizo.
- Psicrómetro o higrómetro: Medida de la humedad relativa del aire y la temperatura del punto de rocío.
- Piranómetro: Medida de la radiación solar global (directa + difusa).
- Heliógrafo: Medida de las horas de luz solar.
- Anemómetro: Medida de la velocidad del viento.
- Veleta: Instrumento que indica la dirección del viento.
- Nefobasímetro: Medida de la altura de las nubes, pero solo en el punto donde este se encuentre colocado.

La mayor parte de las estaciones meteorológicas están automatizadas (E.M.A.) requiriendo un mantenimiento ocasional. Además, existen observatorios meteorológicos sinópticos, que sí cuentan con personal (observadores de meteorología), de forma que además de los datos anteriormente señalados se pueden recoger aquellos relativos a nubes (cantidad, altura, tipo), visibilidad y tiempo presente y pasado. La recogida de estos datos se denomina observación sinóptica. 
Para la medida de variables en mares y océanos se utilizan sistemas especiales dispuestos en boyas meteorológicas.
Otras instalaciones meteorológicas menos comunes disponen de instrumental de sondeo remoto como radar meteorológico para medir la turbulencia atmosférica y la actividad de tormentas, perfilador de vientos y sistemas acústicos de sondeo de la estructura vertical de temperaturas. Alternativamente, estas y otras variables pueden obtenerse mediante el uso de globos sonda.
En todo caso la distribución irregular de estaciones meteorológicas y la falta de ellas en grandes regiones, como mares y desiertos, dificulta la introducción de los datos en modelos meteorológicos y complica las predicciones de mayor alcance temporal.

## Tipos de estaciones meteorológicas monitorizadas
- Estaciones aéreas: controlan las capas superiores de aire en uno de los siguientes métodos:
  - Por dispositivo radiosound, que proporciona lecturas directas y registros de presión, temperatura , humedad a diferentes niveles, dirección y velocidad del viento.
  - O con globos , por los cuales se puede calcular la velocidad y dirección del viento a varias alturas. Ya sea a través de informes presentados por aviones y satélites . La estación superior registra elementos; Dirección del viento, velocidad, temperatura, punto de rocío y altitud.
- Estaciones de superficie: en estas estaciones, se monitorean, leen y registran varios elementos climáticos en momentos específicos, ya sea que estén en tierra o si son botes estacionarios en los océanos. Las estaciones de superficie son tipos, incluidas las estaciones de monitoreo y pronósticos meteorológicos, agricultura, clima, aviación, ... Los elementos climáticos registrados por las estaciones de superficie en sus informes son: temperatura , cantidad de lluvia, cantidad, tipo y altura de la base de las nubes , condiciones climáticas durante la observación, visibilidad, dirección del viento Su velocidad, el valor de la presión atmosférica corregida del nivel del mar y su comportamiento durante las últimas tres horas, las condiciones climáticas en las últimas 3 o 6 horas y el grado de rocío.
- Estación pluviométrica: tienen como finalidad la obtención de datos de precipitación. Se cuenta para ello con un pluviómetro. Además de la cantidad precipitada es importante anotar qué tipo de fenómeno (lluvia, llovizna, chubasco, con o sin tormenta) ha dado lugar a la precipitación. Los datos se anotan siguiendo el horario del día pluviométrico.

- Estación termopluviométrica: tiene como finalidad el estudio de la climatología de un lugar. Es una estación pluviométrica en la que además se toman las temperaturas extremas de cada día para lo que se cuenta con un termómetro de máxima y un termómetro de mínima.

### Estación evaporimétrica
Desde esta estación se mide la evaporación efectiva. Se utiliza un tanque evaporimétrico, un pluviómetro, un anemómetro, un termómetro Six-Bellani y un pozo tranquilizador.

#### Instalación
La zona donde se sitúe la estación debe estar libre de obstáculos, y al aire libre. Se realiza una oquedad de forma cuadrada, de 120 × 120 cm y con una profundidad de unos 10 cm, que se rodea de un murete de ladrillos. Se tapa esta oquedad con una tarima de madera calada y encima de ella se coloca el tanque evaporimétrico. Se aconseja colocar una malla encima del tanque para que no caigan hojas de árbol o cualquier otro objeto al agua, lo que produciría una toma de datos falseada.
Dentro del tanque, y nivelado, se coloca el pozo tranquilizador para después llenar el tanque con agua limpia, intentando que la superficie quede entre las marcas a 5 cm y a 7,5 cm que tiene el tanque grabadas en su interior.
Flotando en el agua y bocabajo para que el depósito quede sumergido, se coloca el termómetro Six-Bellani.
El pluviómetro se colocará al lado del tanque, y con los bordes superiores a la misma altura del tanque. Esto se consigue enterrando parte del aparato.
En la esquina de la tarima más cercana a la dirección del viento predominante en la zona se coloca el anemómetro, con sus cazoletas a una altura de 60 cm del suelo.
Si la estación evaporimétrica está anexa a un observatorio sinóptico de superficie, se puede usar como anemómetro el de esta, indicándolo y siempre que ambos tengan la misma exposición al viento.

#### Toma de datos
La lectura de datos siguen el siguiente orden:
a) En primer lugar se mide el nivel de agua en el tanque. Para ello se utiliza un tornillo milimétrico que se introduce en el pozo tranquilizador. El pozo no es más que un cilindro metálico que sirve para aislar el tornillo de cualquier alteración en el nivel del agua, facilitando la lectura. El tornillo tiene forma de gancho. Se centra y apoya en el borde del pozo y se hace girar hasta que la punta coincide exactamente con la superficie del agua (se nota por el pequeño hoyo que se forma en el agua). La lectura se realiza gracias a una escala construida en el vástago del tornillo, en milímetros. Si el nivel del agua sobrepasa las marcas de máximo o mínimo se regula la situación eliminando o añadiendo agua, y se anota la operación.
b) A continuación se mide la precipitación, en el pluviómetro, también en milímetros. Esta cantidad se sumará al nivel medido el día anterior.
c) Se toma nota del recorrido del viento, en kilómetros. La importancia de este dato radica en que el viento favorece la evaporación.
d) Por último, se anotan las temperaturas máxima y mínima, y a continuación se pone en estación el termómetro Six-Bellani.

## Abrigo meteorológico

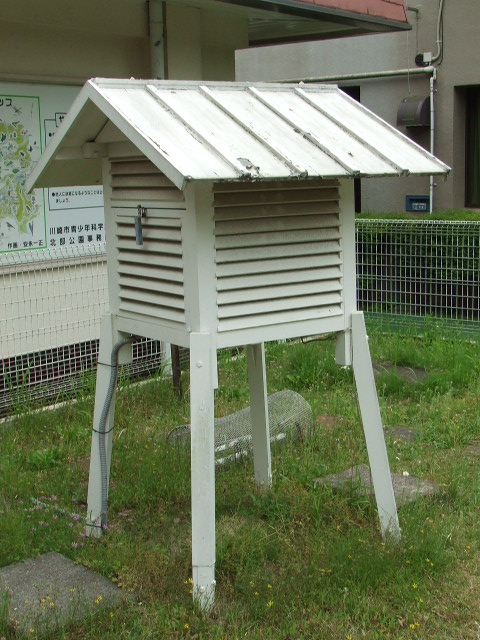
Ejemplo de abrigo meteorológico.

Los instrumentos de medición empleados en las estaciones meteorológicas se albergan en una estructura de medidas estandarizadas conocida como abrigo meteorológico, también llamada casilla o garita. Dicha estructura cumple la función de proteger los instrumentos de medición de las inclemencias del tiempo.

## Clasificación
1. Observatorio sinóptico de superficie
2. Observatorio meteorológico aeronáutico
3. Estación termopluviométrica
4. Estación pluviométrica
5. Estación meteorológica automática
6. Estación evaporimétrica

## Galería de imágenes

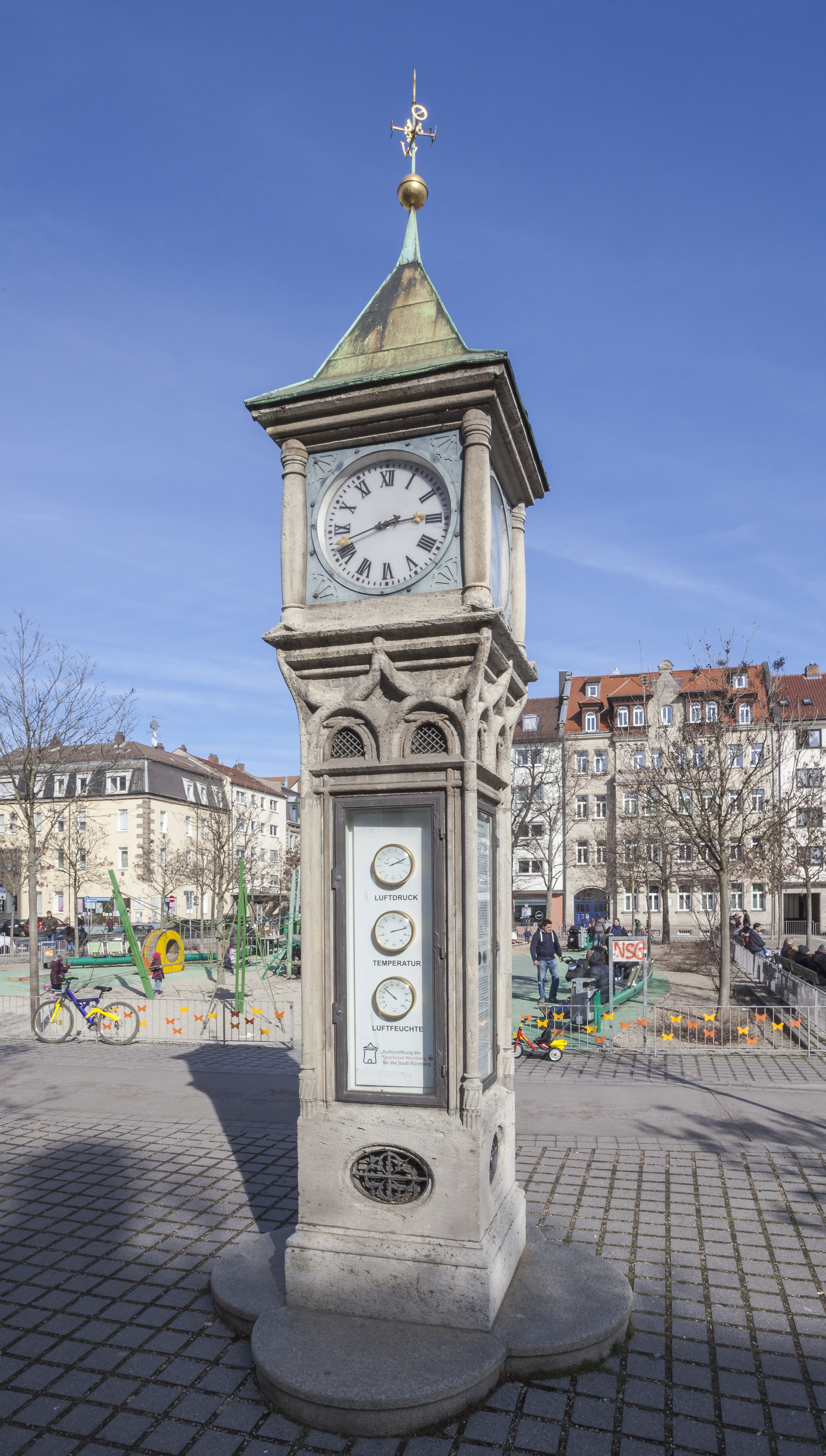
Reloj y estación meteorológica en la plaza Aufsessplatz, Núremberg, Alemania.
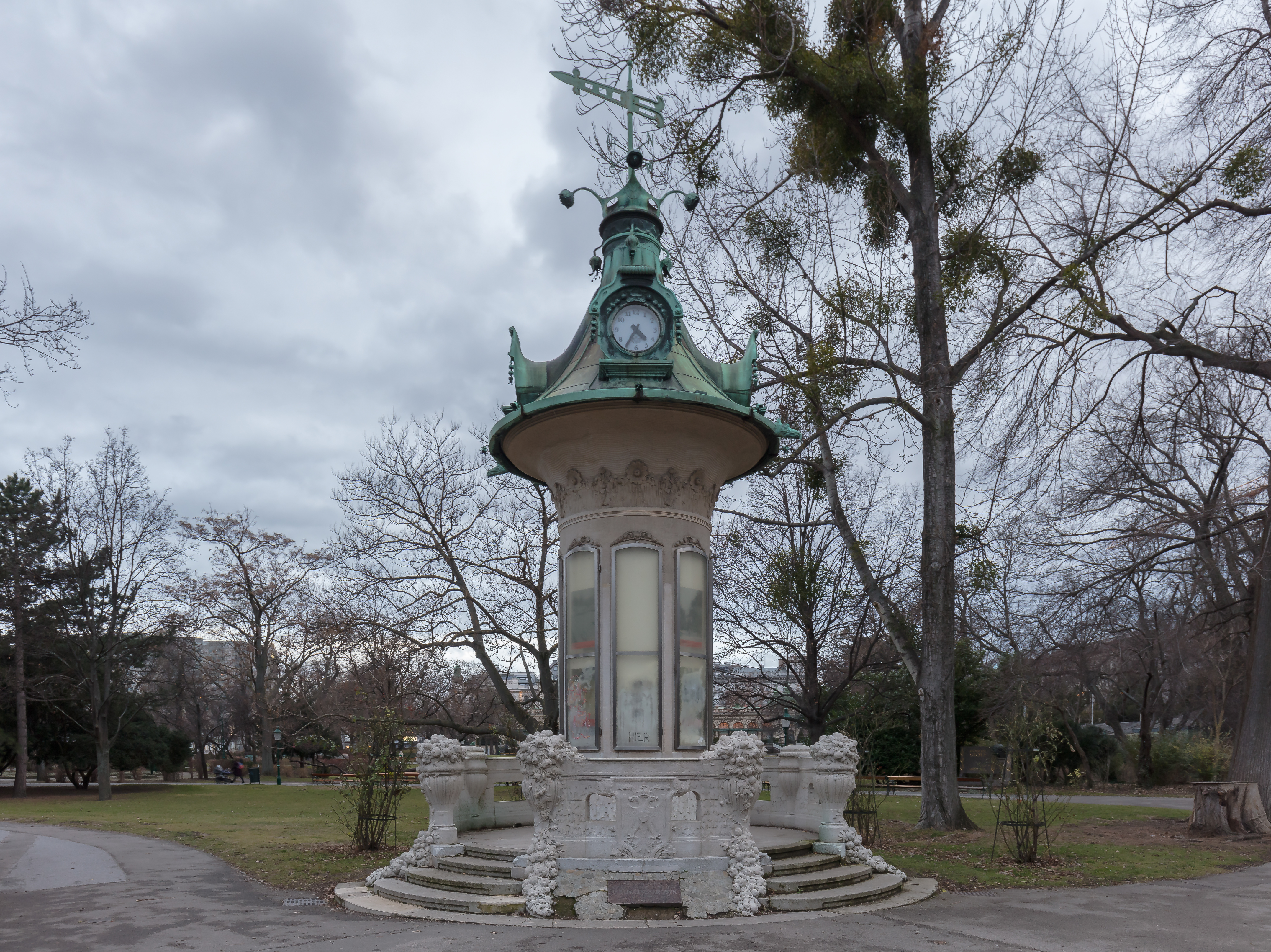
Estación meteorológica en Stadtpark, Viena, Austria.
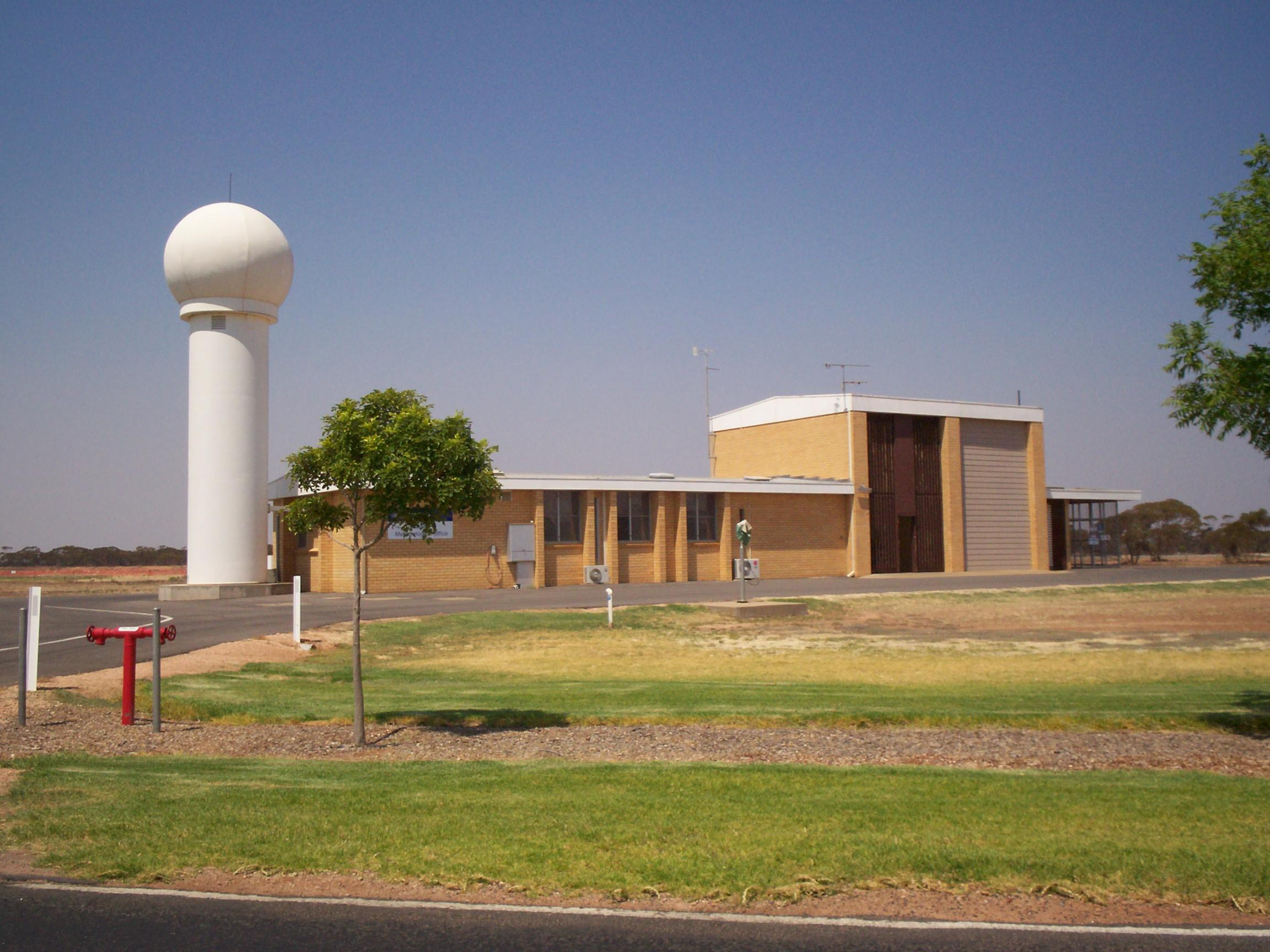
Estación meteorológica en el Mildura Airport, Victoria, Australia.